# Annett Böhm
Annett Böhm (Meerane, 8 agosto 1980) è un'ex judoka tedesca.

## Carriera
Ha iniziato a praticare judo all'età di 7 anni. Ottenne il primo successo internazionale ai campionati juniores del 1997. Ha partecipato a due edizioni dei Giochi olimpici, vincendo una medaglia di bronzo ad Atene 2004.

## Palmarès
| Anno | Manifestazione   | Sede           | Evento | Risultato | Note |
| ---- | ---------------- | -------------- | ------ | --------- | ---- |
| 1997 | Europei juniores | Lubiana        | 70kg   | Oro       |      |
| 1999 | Europei juniores | Roma           | 70kg   | Argento   |      |
| 2000 | Europei          | Breslavia      | 70kg   | 5ª        |      |
| 2003 | Mondiali         | Osaka          | 70kg   | Bronzo    |      |
| 2004 | Giochi olimpici  | Atene          | 70kg   | Bronzo    |      |
| 2005 | Mondiali         | Il Cairo       | 70kg   | 5ª        |      |
| 2007 | Mondiali         | Rio de Janeiro | 70kg   | 9ª        |      |
| 2008 | Giochi olimpici  | Pechino        | 70kg   | 5ª        |      |

## Competizioni nazionali
- Oro nei 70kg nel 2000